# Вамукутар Туре
Вамукутар Туре (д/н — 1875) — фаама (володар) Кабадугу у 1859—1875 роках. На його панування припадає найбільше піднесення держави.

## Життєпис
Походив з династії Туре. Другий син фаами Вакаби. Разом з батьком брав участь у походах 1850-х років. 1859 року після смерті старшого брата Вабреми (можливо його сам Вамукутар повалив) стає новим володарем Кабадугу.
Скористався сприятливою ситуацією, коли відбулося ослаблення сусідніх держав та імперії Сегу в басейні Нігеру, розпочав масштабні походи. Втім головною метою стало не розширення території, а захоплення здобичі та рабів. Частина з них працювала в середині Кабадугу, інша — продавалася сусідам та європейцям. На момент смерті Вамукутара за підрахунками французів 75 % населення Кабадугу становили раби.
Напочатку 1870-х років починає війни з державою Конг за вплив на південному заході. Помер 1875 року. Йому спадкував молодший брат Вангбе Маду.